# Hurt (cântec de Christina Aguilera)
Hurt este unul din cele șase single-uri lansate de pe albumul Back to Basics. Hurt a fost lansat în octombrie 2006, bucurându-se de succes în topurile europene, atingând locul 1 în Elveția, locul 2 în Austria, Germania, Olanda, Rusia, Suedia, și locul 3 în Franța și Grecia.

## Track listings și formate
| CD single 1. "Hurt" – 4:03 2. "Ain't No Other Man" (Shapeshifters Mixshow Mix) – 5:24 CD maxi-single (premium) 1. "Hurt" – 4:03 2. "Hurt" (Jake Ridley remix) – 5:47 3. "Ain't No Other Man" (Shapeshifters Mixshow Mix) – 5:24 4. "Hurt" (Video) – 4:53 Digital remix EP 1. "Hurt" (Deeper-Mindset Tight Mix) – 7:0 2. "Hurt" (Jack Shaft Main Mix) – 7:02 3. "Hurt" (Chris Cox Club Anthem) – 9:56 4. "Hurt" (JP & BSOD Electro Mix) – 6:01 5. "Hurt" (Jonathan Peters Classic Mix) – 9:30 6. "Hurt" (Jake Ridley Chillout Mix) – 5:47 | Japanese CD single 1. "Hurt" – 4:03 2. "Hurt" (Jake Ridley remix) – 5:47 3. "Ain't No Other Man" (Shapeshifters Mixshow Mix) – 5:24 4. "Ain't No Other Man" (Junior Vasquez Club Mix) (Japanese bonus track) – 6:44 Digital download 1. "Hurt" – 4:03 2. "Hurt" (Jake Ridley Chillout Mix) – 5:47 3. "Ain't No Other Man" (Shape: UK Mixshow) – 5:24 Promotional maxi-single 1. "Hurt" (Deeper-Mindset Mixshow) – 5:54 2. "Hurt" (Deeper-Mindset Tight Mix) – 7:04 3. "Hurt" (Deeper-Mindset Full On Club Mix) – 9:30 4. "Hurt" (Deeper-Mindset Pad a Pella) – 7:16 5. "Hurt" (J.P. & BSOD Electro Mix) – 6:01 6. "Hurt" (Jack Shaft Mixshow) – 5:41 7. "Hurt" (Jack Shaft Main) – 7:02 8. "Hurt" (Jack Shaft Extended) – 8:30 9. "Hurt" (Jack Shaft Dub) – 6:32 10. "Hurt" (Jack Shaft Dub a Pella) – 1:53 |

## Certificări
| Regiune | Certificări | Vânzări    |
| --- | ----------- | ---------- |
| Australia (ARIA) | Aur         | 35.000^    |
| Austria (IFPI Austria) | Aur         | 15.000x    |
| Belgia (BEA) | Aur         | 25.000*    |
| Canada (Music Canada) | Aur         | 40.000^    |
| Franța (SNEP) | Argint      | 100.000*   |
| Germania (BVMI) | Aur         | 150.000^   |
| Elveția (IFPI Switzerland) | Aur         | 15.000x    |
| Regatul Unit (BPI) | Argint      | 200.000^   |
| Statele Unite (RIAA) | Aur         | 1,187,000* |
| *cifrele de vânzări sunt bazate pe un singur certificat ^cifrele cargo sunt bazate pe un singur certificat xcifrele nespecificate sunt bazate pe un singur certificat |             |            |